# جاي غرينبيرغ
جاي غرينبيرغ (بالإنجليزية: Jay Greenberg)‏ هو ملحن أمريكي، ولد في 13 ديسمبر 1991 في نيو هيفن في الولايات المتحدة.

## وصلات خارجية
- جاي غرينبيرغ على موقع ميوزك برينز (الإنجليزية)
- جاي غرينبيرغ على موقع ديسكوغز (الإنجليزية)